# Dajaker

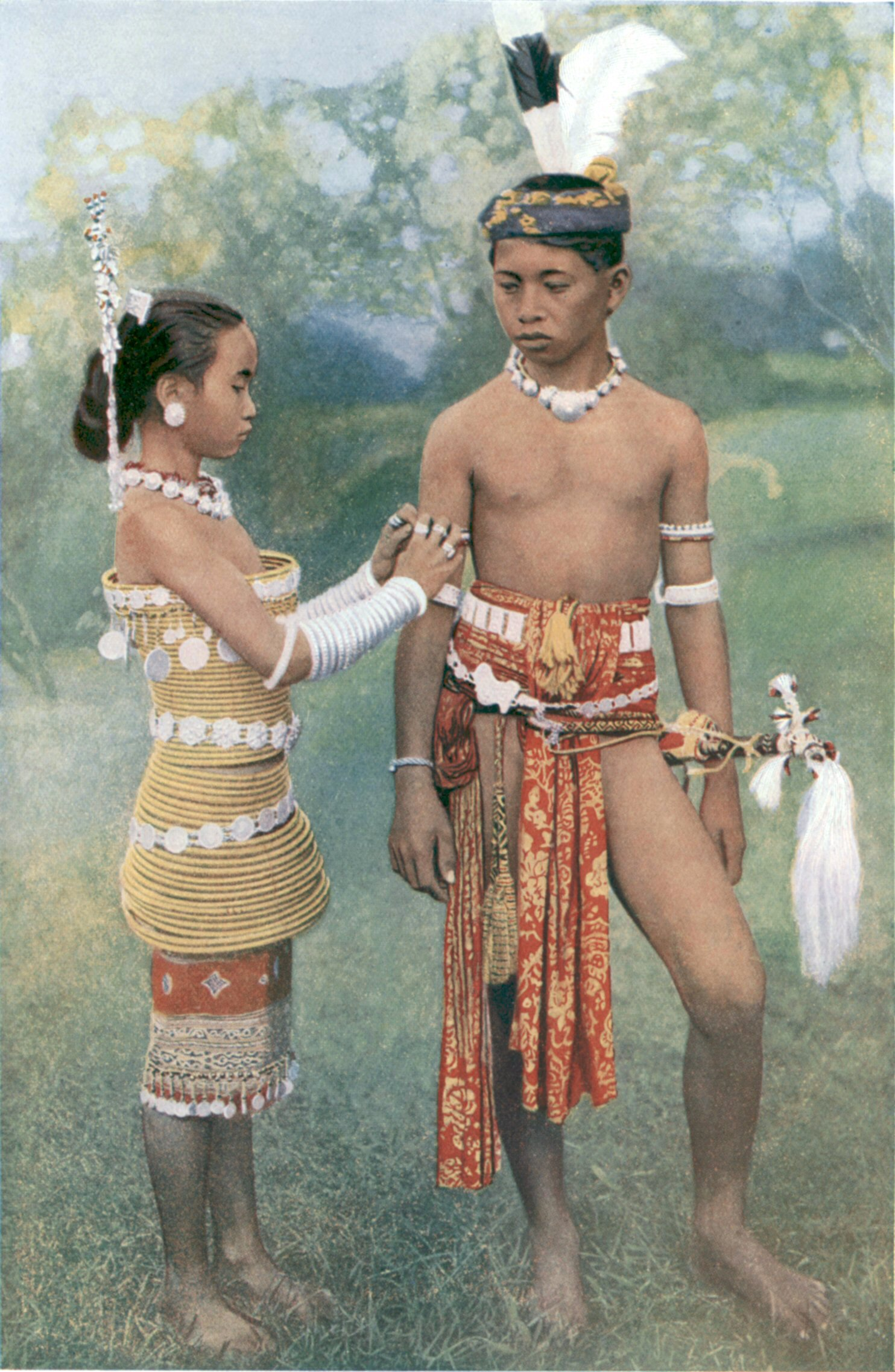
Dajakisk eller Iban pojke och flicka i traditionella kläder.

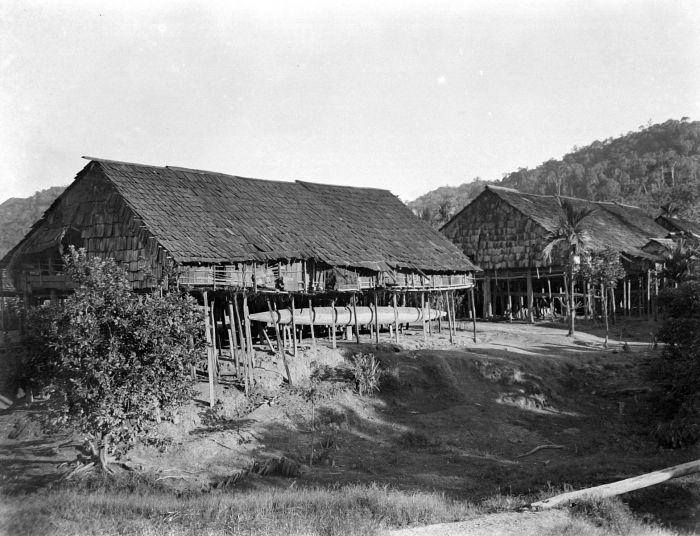
Traditionellt långhus

Dajaker är ursprungsbefolkningen på Borneo. Det är en kollektiv benämning på över 200 flod och bergsboende etniska undergrupper, huvudsakligen i det inre av Borneo. De har alla sin egen dialekt, vanor, lagar, territorium och kultur, även om gemensamma utmärkande drag är lätta att identifiera. Dajakernas språk kategoriseras bland de austronesiska språken i Asien. Dajakerna var ursprungligen animister men många konverterade till kristendomen, och senare islam. Antalet dajaker uppskattas till mellan 2 och 4 miljoner. 
Vissa dajaker levde traditionellt i långhus. Dessa kan vara upp till 12 m höga, och samla mer än 100 familjer under ett tak, vilket ger säkerhet från attacker under krigstid. Inuti bodde familjerna i separata lägenheter längs en central korridor, som tjänade som ett gemensamt område.
En av undergrupperna är iban, tidigare kallade sjödajaker.